# 椅套
椅套可以是套在椅子上的织物，用于防髒，洗涤时只需将椅套拆下洗涤就行。
椅套的品种也有多种在，简单的有铺盖式椅套，精致有贴合式椅套。不同的椅子有不同的椅套，如沙发套、扶手椅套、餐椅套、花园椅套、凳套、汽车的各种椅套。椅套的设计制作可以是古典风格的，也可以是用于遮掩椅子不雅观的部分，如花园椅等。椅套有各种面料和颜色，可以是整块布料也可以是拼接图案而缝制起来的。

## 图片

瑞典斯德哥尔摩斯庫克洛斯特城堡覆盖套子的沙发椅
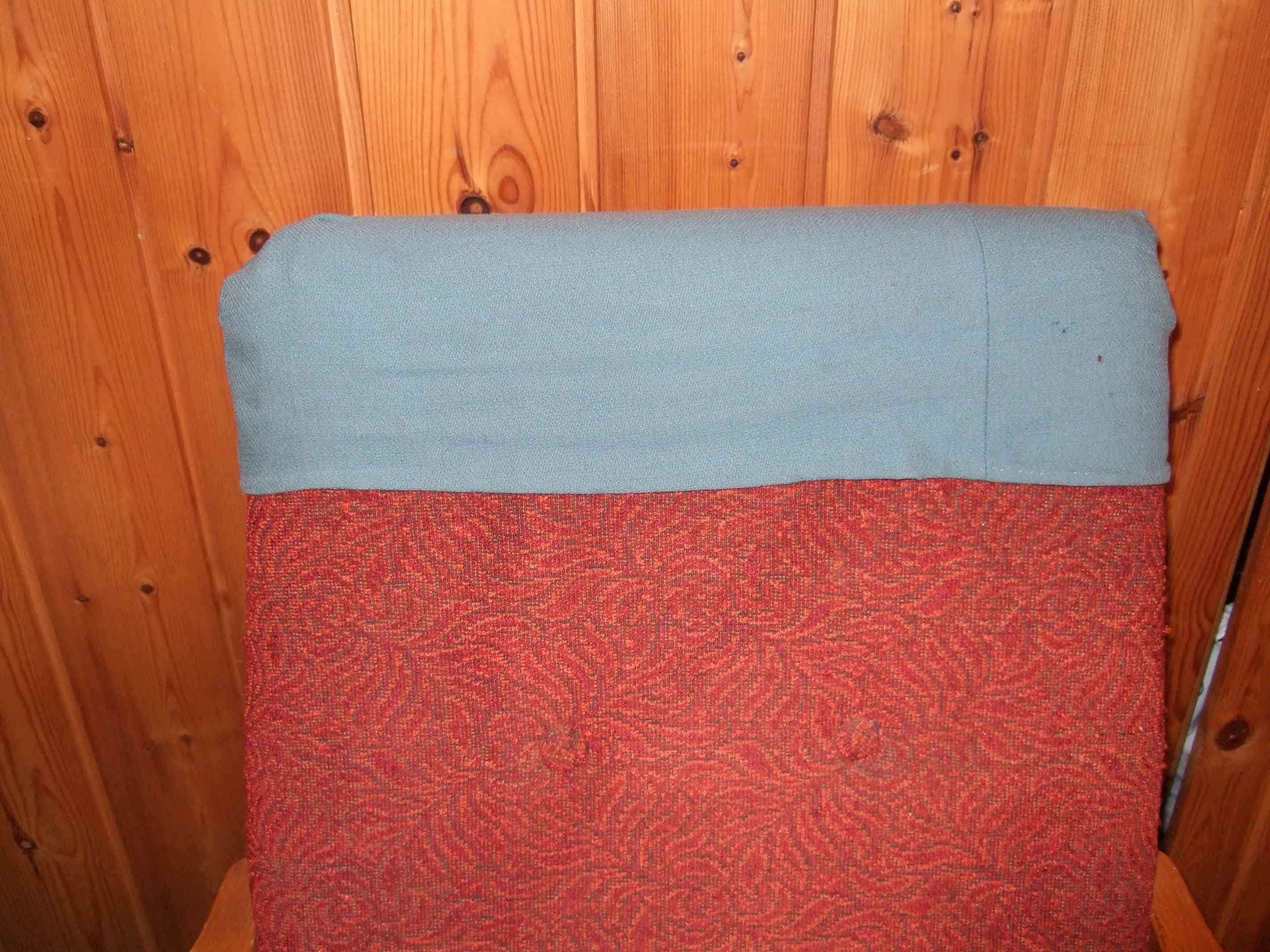
顶部覆盖套子的椅子
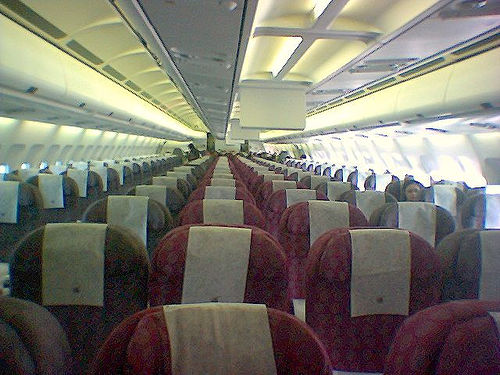
机舱内坐椅